# Mondo9
Mondo9 è un romanzo fantascientifico steampunk distopico del 2012 dello scrittore italiano Dario Tonani; è un "fix-up" (ovvero una raccolta di racconti precedentemente pubblicati separatamente, rielaborati e unificati in un'opera coesa) che incorpora quattro novelle uscite in e-book tra il 2010 e il 2012. Ambientato su un pianeta desertico dominato da macchine senzienti e metallo, il ciclo narrativo è stato ampliato in successive opere, tra cui Cronache di Mondo9 (che incorpora ed espande i contenuti di Mondo9), Naila di Mondo9, Mya di Mondo9 e numerosi racconti spin-off  anche scritti da autori diversi (Tutti i mondi di Mondo9).

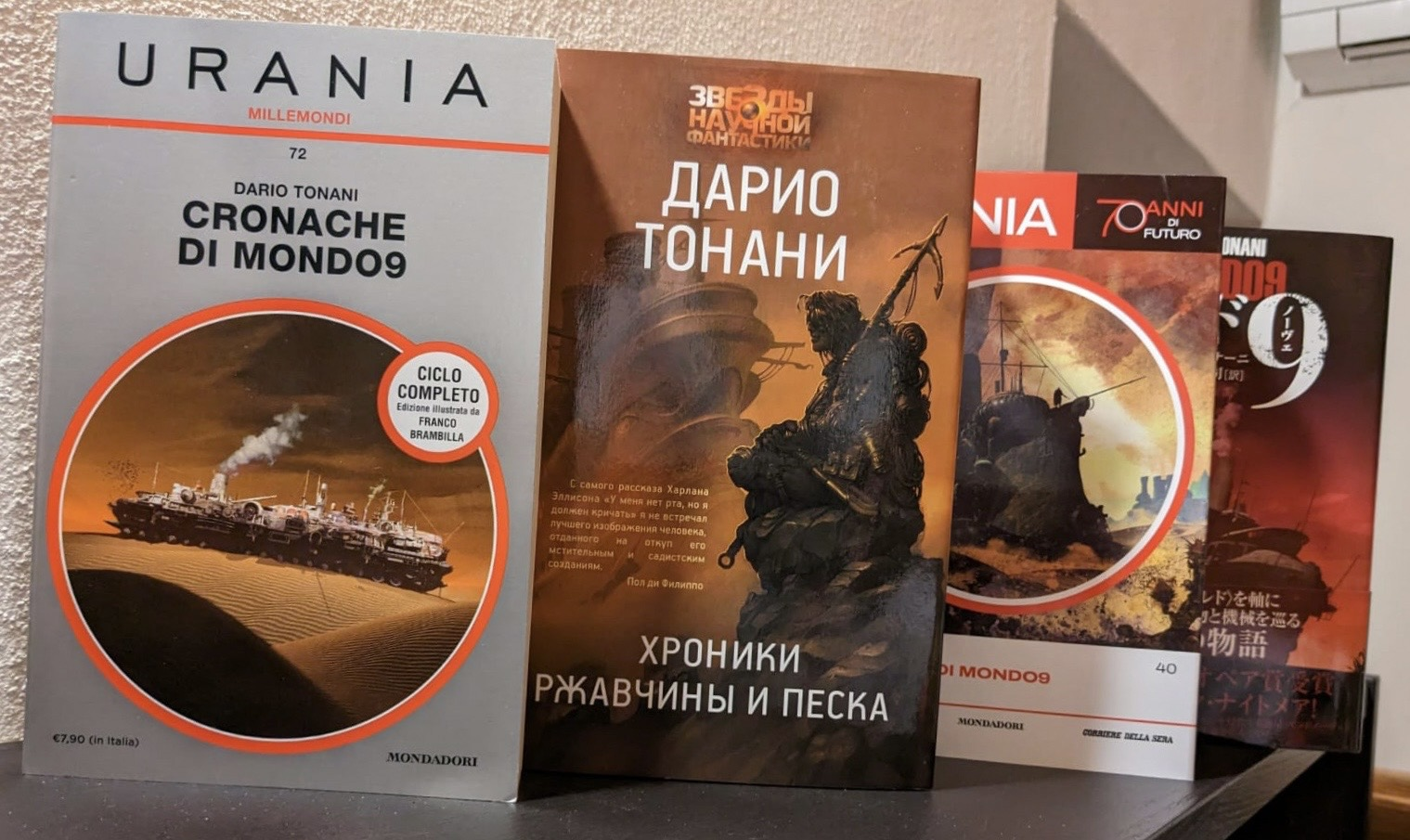
Edizioni italiane e straniere di “Cronache di Mondo9” di Dario Tonani.

## Storia editoriale
Il romanzo è stato pubblicato per la prima volta da Delos Books nel 2012; il volume riunisce la prima parte di un ciclo steampunk comprendente quattro novelette uscite in e-book tra il 2010 e il 2012 (Cardanica, Robredo, Chatarra e Afritania); è stato tradotto in Giappone e Russia; è stato tradotto in russo nella collana "Stelle della Fantascienza" (2022) ed incluso nella "Top 10" dei migliori romanzi di fantascienza occidentale in Giappone (2014).
I contenuti di Mondo9, assieme a quelli del successivo Mechardionica, sono stati ripubblicati da Mondadori nel fix-up Cronache di Mondo9 (2015), primo Urania Millemondi dedicato interamente a un autore italiano.

## Trama
Mondo9 è un pianeta desertico infestato da sabbie velenose, dove gli abitanti hanno sviluppato una civiltà basata esclusivamente sulla meccanica. Gigantesche navi a ruote, come la Robredo, solcano i deserti, alimentate da una simbiosi tra vapore, olio e batteri. Un morbo letale trasforma gli umani in creature metalliche, mentre fiori predatori e tempeste di sabbia pirica minacciano la sopravvivenza. La storia segue le vicende di personaggi come il Guardiasabbia Garrasco D. Bray e la comandante Naila, alla ricerca della mitica "Grande Onda" per salvare il pianeta.

## Personaggi
NailaComandante della nave Syraqq, unica donna a ricoprire questo ruolo in un ambiente maschilista. La sua ossessione per la Grande Onda guida la sua ricerca di riscatto per Mondo9.
MyaFiglia di Naila, cresciuta da uno "pneumosnodo" vagante. Ribelle e attratta dal potere, diventa protagonista nel seguito Mya di Mondo9.
Garrasco D. BrayPrimo ufficiale della Robredo, esperto di navigazione nelle sabbie velenose.
La RobredoNave senziente e famelica, simbolo della tecnologia biomeccanica del pianeta.

## Critica
Il romanzo è stato accolto come un'opera originale nell'ambito della fantascienza italiana. Valerio Evangelisti lo ha definito "un intreccio sorprendente, uno stile raffinatissimo", mentre Bruce Sterling ne ha lodato l'ambientazione "allucinata e crudele". Nel romanzo sono state individuate riminescenze di Dune, Capitani coraggiosi di Kipling e dei racconti di Melville.

## Riconoscimenti
- Trofeo Cassiopea (2013) Mondo9 - narrativa edita di fantascienza.[2]
- Premio Italia (2013) Mondo9 nella categoria "Romanzo o antologia personale – Fantascienza".[10]
- Premio Italia (2015) Tutti i mondi di Mondo9 nella categoria "Antologia – Fantascienza".[11]
- Premio Mondoscrittura Città di Ciampino (2016) Cronache di Mondo9 - romanzi editi di fantascienza.[12]
- Premio Italia (2016) Cronache di Mondo9 nella categoria "Romanzo o antologia personale – Fantascienza".[10]

## Edizioni
- Dario Tonani, Mondo9, Delos Books, 2012, ISBN 9788865303245.
- Dario Tonani, Tutti i mondi di Mondo9, Delos Books, 2014, ISBN 9788865305126.
- Dario Tonani, Cronache di Mondo9, Mondadori, 2015.
- Dario Tonani, Cronache di Mondo9, RCS MediaGroup, 2022.
- Dario Tonani, Cronache di Mondo9 (audiobook), Audible, 2024.

### Edizioni in altre lingue
- (JA) Dario Tonani, Mondo9, C-Light Publishing, 2014.[5]
- (RU) Дарио Тонани, Хроники ржавчины и песка, АСТ, 2022.[6]
- (RU) Дарио Тонани, Хроники ржавчины и песка, (audiobook) АСТ, 2022.[6]